# Gazeta Panorama
Gazeta Panorama è un giornale quotidiano albanese fondato nel 2002. È uno dei quotidiani più letti sia sul web che in cartaceo. L'attuale proprietario di Panorama è  Irfan Hysenbelliu businessman milionario albanese.